# Вертипорох Євген
Євге́н Верти́порох (17 квітня 1898, Ляшки Королівські (нині Заставне) — 12 січня 1973, Торонто, Канада) — український хімік. Вчасі українсько-польської війни — вояк УГА. Дійсний член НТШ, від 1949 року — голова НТШ у Торонто. Професор Українського технічно-господарського інституту (УТГІ). Член Українського технічного товариства.

## З життєпису
Автор близько 30 праць англійською, українською, німецькою та польською мовами, зокрема про синтез Фрідель Крафта, провідність електричного струму в хлоридів метанів в органічних розчинниках, про гормони й вітаміни та ін.
Похований на цвинтарі Парк Лан у Торонто.

Управа і члени НТШ в Канаді, Торонто, 1959. Сидять зліва: інж. Іван Іванис, проф. Є Вертипорох (голова), інж. Осип Сєцінський. Стоять зліва: мґр. Роман Медвідь-Терлецький, д-р Матей Гута, проф. Валеріян Ревуцький, мґр. Іван Скрипчук